# Jef Piedfort
Jozef (Jef) Piedfort (Gierle, 20 mei 1930 – Leuven, 26 maart 2008) was een Belgisch voetballer. Hij heeft nog steeds de meest gescoorde doelpunten (184) op zijn actief na de Tweede Wereldoorlog in de tweede klasse en was driemaal topschutter van de reeks. In eerste klasse scoorde hij 8 doelpunten in 29 wedstrijden. Jozef was de meest succesvolle spits van Lyra, een ploeg uit Lier waarvoor hij het gros van zijn carrière bij speelde.

## Carrière
Op twaalfjarige leeftijd begon Jozef te spelen bij KFC Turnhout waar hij de verdere jeugdjaren doorliep. Op zijn twintigste werd hij een vaste waarde in de eerste ploeg in tweede klasse. Na slechts 1 seizoen als titularis bij KFC Turnhout verkaste hij naar Lyra. Na twee seizoenen werd hij met Lyra al kampioen in tweede klasse en won hij de trofee van topschutter. Lyra kon zich echter niet handhaven in eerste klasse en degradeerde na 1 seizoen. Door zijn sterke prestaties werd Jozef geselecteerd voor het nationale elftal in oktober 1953. De komende seizoenen zal Piedfort nog met de regelmaat scoren voor Lyra in tweede klasse en zowel in 1956 als 1957 topschutter worden. Lyra zal echter niet meer promoveren naar eerste klasse.
In het seizoen 1960-61 zal Lyra, mede door financiële problemen, degraderen naar derde klasse. Hierdoor beslist Jozef om Lyra te verlaten en terug te keren naar KFC Turnhout om uiteindelijk zijn carrière af te sluiten, in de provinciale reeksen bij VC Gierle, de club van zijn geboorte dorp. In 1963 stopt hij definitief met voetballen.
Tijdens zijn carrière maakte hij 184 doelpunten in tweede klasse, wat nog steeds het record is.